# مرحله مقدماتی جام جهانی فوتبال ۲۰۱۰
مرحله مقدماتی جام جهانی فوتبال ۲۰۱۰ مجموعه مسابقاتی بود که توسط کنفدراسیون‌های فیفا برگزار شد تا تیم‌های واجد شرایط برای راه‌یابی به جام جهانی فوتبال ۲۰۱۰ مشخص شوند. در مجموع ۲۰۵ تیم به رقابت پرداختند و در پایان ۳۲ تیم (شامل تیم ملی فوتبال آفریقای جنوبی به عنوان میزبان) به جام جهانی فوتبال ۲۰۱۰ راه یافتند.

## تیم‌های راه‌یافته

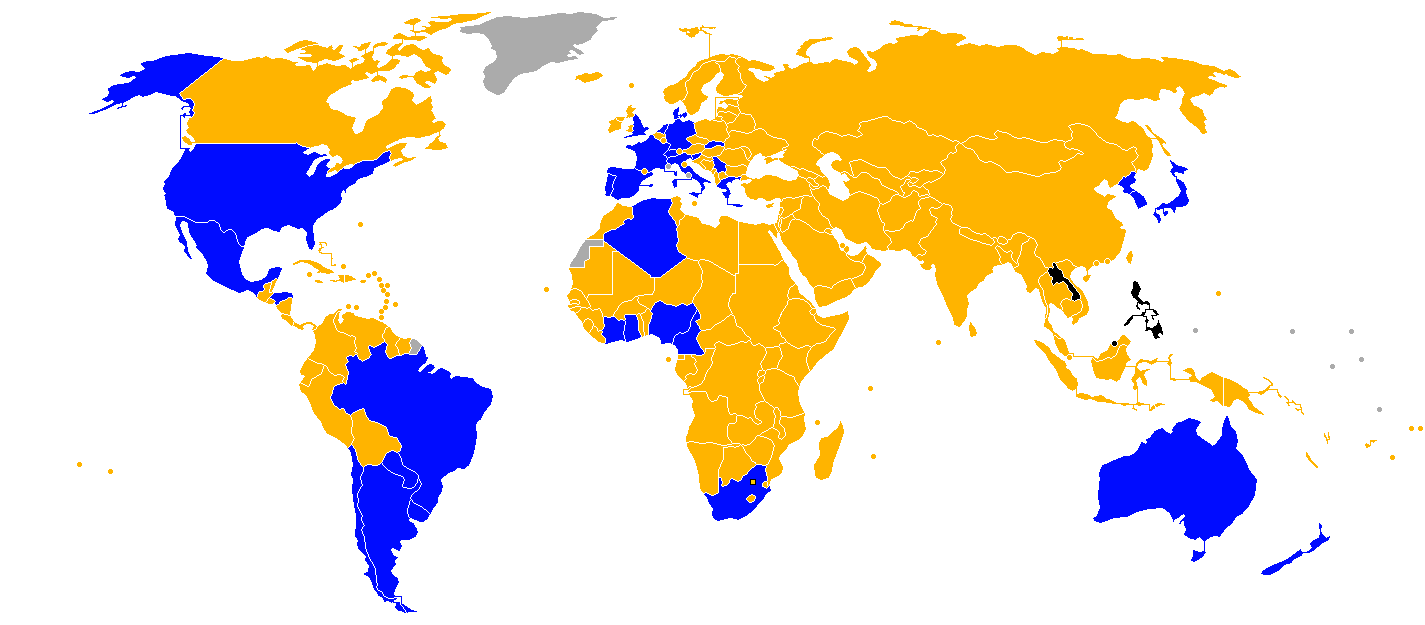
تیم‌های راه‌یافته به جام جهانی
تیم‌هایی که در مرحلهٔ مقدماتی از صعود بازماندند
کشورهایی که به رقابت‌های جام جهانی وارد نشدند
کشورهایی که عضو فیفا نیستند

۳۲ تیم زیر به جام جهانی فوتبال ۲۰۱۰ راه یافتند.
| تیم                    | تاریخ صعود     |
| ---------------------- | -------------- |
| آفریقای جنوبی (میزبان) | ۱۵ مه ۲۰۰۴     |
| ژاپن                   | ۶ ژوئن ۲۰۰۹    |
| استرالیا               | ۶ ژوئن ۲۰۰۹    |
| کرهٔ جنوبی              | ۶ ژوئن ۲۰۰۹    |
| هلند                   | ۶ ژوئن ۲۰۰۹    |
| کرهٔ شمالی              | ۱۷ ژوئن ۲۰۰۹   |
| برزیل                  | ۵ سپتامبر ۲۰۰۹ |
| غنا                    | ۶ سپتامبر ۲۰۰۹ |
| انگلستان               | ۹ سپتامبر ۲۰۰۹ |
| اسپانیا                | ۹ سپتامبر ۲۰۰۹ |
| پاراگوئه               | ۹ سپتامبر ۲۰۰۹ |
| ساحل عاج               | ۱۰ اکتبر ۲۰۰۹  |
| آلمان                  | ۱۰ اکتبر ۲۰۰۹  |
| دانمارک                | ۱۰ اکتبر ۲۰۰۹  |
| صربستان                | ۱۰ اکتبر ۲۰۰۹  |
| ایتالیا                | ۱۰ اکتبر ۲۰۰۹  |
| شیلی                   | ۱۰ اکتبر ۲۰۰۹  |
| مکزیک                  | ۱۰ اکتبر ۲۰۰۹  |
| ایالات متحده آمریکا    | ۱۰ اکتبر ۲۰۰۹  |
| سوئیس                  | ۱۴ اکتبر ۲۰۰۹  |
| اسلواکی                | ۱۴ اکتبر ۲۰۰۹  |
| آرژانتین               | ۱۴ اکتبر ۲۰۰۹  |
| هندوراس                | ۱۴ اکتبر ۲۰۰۹  |
| نیوزیلند               | ۱۴ نوامبر ۲۰۰۹ |
| نیجریه                 | ۱۴ نوامبر ۲۰۰۹ |
| کامرون                 | ۱۴ نوامبر ۲۰۰۹ |
| الجزایر                | ۱۸ نوامبر ۲۰۰۹ |
| یونان                  | ۱۸ نوامبر ۲۰۰۹ |
| اسلوونی                | ۱۸ نوامبر ۲۰۰۹ |
| پرتغال                 | ۱۸ نوامبر ۲۰۰۹ |
| فرانسه                 | ۱۸ نوامبر ۲۰۰۹ |
| اروگوئه                | ۱۸ نوامبر ۲۰۰۹ |

## گلزنان برتر
۱۲ گل
- مومونی داگانو
- اوسی واکاتالیساو

۱۰ گل
- هومبرتو سوازو
- تئوفانیس گکاس

۹ گل
- ادین جکو
- لوئیس فابیانو
- ساموئل اتوئو
- وین رونی
- سئول سورومون

۸ گل
- رزاق اوموتویوسی
- خواکین بوتیرو
- فردریک کانوته
- شین سملتز
- رودیس کورالس
- سارایوت چایکامدی
- ماکسیم شاتسکیخ